# I Governo Regional dos Açores
O I Governo da Região Autónoma dos Açores tomou posse no dia 8 de setembro de 1976, depois de aprovada a estrutura pela Assembleia Regional e escolhida a sua composição.
A cerimónia realizou-se no Palácio da Conceição em Ponta Delgada, com a presença do Ministro da República, o general Galvão de Figueiredo. Este Governo terminou funções no dia 20 de outubro de 1980.
Foram realizadas as primeiras eleições legislativas regionais. O resultado eleitoral traduziu-se numa maioria absoluta para o então Partido Popular Democrático (PPD) que obteve 53,83% dos votos e 27 mandatos, contra 14 mandatos do Partido Socialista. O Centro Democrático Social (CDS) obteve 7,55% da votação. Foram eleitos 43 deputados que iriam constituir a primeira Assembleia Regional dos Açores.
Destas eleições resultou a constituição do primeiro Governo formado pelo PPD. Foi nomeado, pelo Ministro da República para a Região Autónoma dos Açores, para 1º Presidente do Governo o Dr. João Bosco Soares Mota Amaral.

## Composição, nomeação e exoneração do I Governo Regional dos Açores
Os membros do I Governo Regional dos Açores:
| Cargo                                         | Detentor                                       | Partido | Partido | Período                                        |
| --------------------------------------------- | ---------------------------------------------- | ------- | ------- | ---------------------------------------------- |
| Presidente do Governo Regional dos Açores     | João Bosco Soares da Mota Amaral               |         | PPD/PSD | 8 de setembro de 1976 a 20 de outubro de 1980  |
| Subsecretário Regional Adjunto da Presidência | João Vasco da Luz Botelho de Paiva             |         | PPD/PSD | 8 de setembro de 1976 a 2 de novembro de 1977  |
| Secretário Regional das Finanças              | Raúl Gomes dos Santos                          |         | PPD/PSD | 8 de setembro de 1976 a 20 de outubro de 1980  |
| Secretário Regional da Administração Pública  | José Mendes Melo Alves†                        |         | PPD/PSD | 8 de setembro de 1976 a 20 de outubro de 1980  |
| Secretário Regional da Educação e Cultura     | José Guilherme Reis Leite                      |         | PPD/PSD | 8 de setembro de 1976 a 20 de outubro de 1980  |
| Secretário Regional do Trabalho               | António Gentil Lagarto                         |         | PPD/PSD | 8 de setembro de 1976 a 20 de outubro de 1980  |
| Secretário Regional dos Assuntos Sociais      | Rui Manuel Miranda de Mesquita†                |         | PPD/PSD | 8 de setembro de 1976 a 2 de janeiro de 1979   |
| Secretário Regional dos Assuntos Sociais      | Luís Artur de Figueiredo Falcão de Bettencourt |         | PPD/PSD | 2 de janeiro de 1979 a 17 de setembro de 1979  |
| Secretário Regional dos Assuntos Sociais      | Maria de Fátima da Silva Oliveira              |         | PPD/PSD | 17 de setembro de 1979 a 20 de outubro de 1980 |
| Secretário Regional da Agricultura e Pescas   | Germano da Silva Domingos†                     |         | PPD/PSD | 8 de setembro de 1976 a 2 de janeiro de 1979   |
| Secretário Regional da Agricultura e Pescas   | Ezequiel de Melo Moreira da Silva              |         | PPD/PSD | 2 de janeiro de 1979 a 20 de outubro de 1980   |
| Secretário Regional do Comércio e Indústria   | António Manuel de Medeiros Ferreira            |         | PPD/PSD | 8 de setembro de 1976 a 1 de outubro de 1977   |
| Secretário Regional do Comércio e Indústria   | Américo Natalino Pereira de Viveiros           |         | PPD/PSD | 1 de outubro de 1977 a 20 de outubro de 1980   |
| Secretário Regional dos Transportes e Turismo | José Pacheco de Almeida                        |         | PPD/PSD | 8 de setembro de 1976 a 2 de janeiro de 1979   |
| Secretário Regional dos Transportes e Turismo | Manuel António Meireles Martins Mota           |         | PPD/PSD | 2 de janeiro de 1979 a 17 de setembro de 1979  |
| Secretário Regional dos Transportes e Turismo | Alberto Romão Madruga da Costa†                |         | PPD/PSD | 17 setembro de 1979 a 20 de outubro de 1980    |
| Secretário Regional do Equipamento Social     | João Bernardo Pacheco Rodrigues                |         | PPD/PSD | 8 de setembro de 1976 a 20 de outubro de 1980  |
| Secretário Regional Adjunto da Presidência    | José Gabriel Mendonça Correia da Cunha         |         | PPD/PSD | 8 de setembro de 1976 a 20 de outubro de 1980  |

### Direções Regionais
Cada membro do Governo Regional tem na sua dependência uma ou mais Direções Regionais.
| Cargo                                                                                                  | Detentor                                                 | Período                                                  |
| Presidência do Governo (não detém de direções regionais)                                               | Presidência do Governo (não detém de direções regionais) | Presidência do Governo (não detém de direções regionais) |
| Subsecretaria Regional Adjunto da Presidência                                                          | Subsecretaria Regional Adjunto da Presidência            | Subsecretaria Regional Adjunto da Presidência            |
| --- | -------------------------------------------------------- | -------------------------------------------------------- |
| Diretor Regional da Comunicação Social                                                                 | António Lourenço de Melo                                 | 31 de outubro de 1977 – 1 de dezembro de 1980            |
| Secretaria Regional das Finanças                                                                       |                                                          |                                                          |
| Diretor Regional do Orçamento e Contabilidade                                                          | André Manuel Aguiar Sequeira de Medeiros                 | 25 de maio de 1977 – 1 de dezembro de 1980               |
| Diretor Regional do Tesouro                                                                            | Álvaro Cordeiro Dâmaso                                   | 25 de maio de 1977 – 1 de dezembro de 1980               |
| Secretaria Regional da Administração Pública                                                           |                                                          |                                                          |
| Adjunto / Diretor Regional da Administração Local                                                      | José Adriano Borges de Carvalho                          | 14 de setembro de 1976 – 1 de janeiro de 1979            |
| Diretor Regional da Função Pública, Organização e Gestão Administrativa                                | António Manuel Goulart Lemos de Meneses                  | 31 de dezembro de 1976 – 16 de setembro de 1980          |
| Secretaria Regional da Educação e Cultura                                                              |                                                          |                                                          |
| Diretor Regional da Administração e Equipamento Escolar (direção extinta a 4 de setembro de 1979)      | António da Fonseca Caldeira Cabral                       | 20 de janeiro de 1978 – 4 de setembro de 1979            |
| Diretor Regional da Administração Escolar (direção criada a 4 de setembro de 1979)                     | António da Fonseca Caldeira Cabral                       | 4 de setembro de 1979 – 16 de outubro de 1980            |
| Diretor Regional de Orientação Pedagógica                                                              | Hélder Fernando Parreira de Sousa Lima                   | 1 de maio de 1977 – 1 de dezembro de 1980                |
| Diretor Regional dos Assuntos Culturais                                                                | Jorge Eduardo de Abreu Pamplona Forjaz                   | 1 de maio de 1977 – 1 de dezembro de 1980                |
| Diretor Regional da Educação Física e Desportos                                                        | Jorge Manuel Baptista da Costa                           | 5 de janeiro de 1977 – 17 de julho de 1980               |
| Secretaria Regional do Trabalho                                                                        |                                                          |                                                          |
| Diretor Regional do Trabalho                                                                           | José Raul Fonseca Handel de Oliveira                     | 7 de novembro de 1978 – 1 de dezembro de 1980            |
| Diretor Regional do Emprego e Formação Profissional                                                    | José da Conceição Nunes                                  | 31 de março de 1978 – 12 de junho de 1981                |
| Secretaria Regional dos Assuntos Socais                                                                |                                                          |                                                          |
| Diretor Regional da Saúde                                                                              | Mário Parreira de Sousa Lima                             | 9 de maio de 1977 – 22 de junho de 1979                  |
| Diretor Regional da Segurança Social                                                                   | Carlos Henrique da Costa Neves                           | 1 de maio de 1977 – 1 de dezembro de 1980                |
| Secretaria Regional da Agricultura e Pescas (secretaria reestruturada a 23 de março de 1978)           |                                                          |                                                          |
| Diretor Regional da Agricultura (direção extinta a 23 de março de 1978)                                |                                                          | 1 de maio de 1977 – 23 de março de 1978                  |
| Diretor Regional dos Serviços Agrícolas (direção criada a 23 de março de 1978)                         |                                                          | 23 de março de 1978 – 1 de dezembro de 1980              |
| Diretor Regional dos Serviços de Veterinária                                                           |                                                          | 1 de maio de 1977 – 1 de dezembro de 1980                |
| Diretor Regional das Pescas                                                                            |                                                          | 1 de maio de 1977 – 1 de dezembro de 1980                |
| Diretor Regional da Extensão (direção criada a 23 de março de 1978)                                    |                                                          | 23 de março de 1978 – 1 de dezembro de 1980              |
| Diretor Regional dos Serviços Florestais (direção criada a 6 de fevereiro de 1979)                     |                                                          | 6 de fevereiro de 1979 – 1 de dezembro de 1980           |
| Secretaria Regional do Comércio e Indústria (secretaria reestruturada a 21 de setembro de 1978)        |                                                          |                                                          |
| Diretor Regional do Comércio e Indústrias Alimentares (direção reestruturada a 21 de setembro de 1978) |                                                          | 1 de maio de 1977 – 21 de setembro de 1978               |
| Diretor Regional do Comércio e Abastecimentos (direção criada a 21 de setembro de 1978)                |                                                          | 21 de setembro de 1978 – 1 de dezembro de 1980           |
| Diretor Regional da Coordenação Económica (direção extinta a 21 de setembro de 1978)                   |                                                          | 1 de maio de 1977 – 21 de setembro de 1978               |
| Diretor Regional da Indústria e Energia (direção reestruturada a 21 de setembro de 1978)               | não chegou a haver nomeação de diretor regional          | não chegou a haver nomeação de diretor regional          |
| Diretor Regional da Indústria (direção criada a 21 de setembro de 1978)                                |                                                          | 21 de setembro de 1978 – 1 de dezembro de 1980           |
| Diretor Regional da Energia (direção criada a 21 de setembro de 1978)                                  | Deodato Chaves de Magalhães Sousa                        | 28 de maio de 1979 – 1 de dezembro de 1980               |
| Secretaria Regional dos Transportes e Turismo                                                          |                                                          |                                                          |
| Diretor Regional dos Transportes Terrestres                                                            | Jorge Forjaz Tavares Carreiro                            | 11 de maio de 1977 – 1 de dezembro de 1980               |
| Diretor Regional dos Transportes Marítimos e Aéreos                                                    |                                                          | 1 de maio de 1977 – 1 de dezembro de 1980                |
| Diretor Regional do Turismo                                                                            |                                                          | 1 de maio de 1977 – 1 de dezembro de 1980                |
| Secretaria Regional do Equipamento Social                                                              |                                                          |                                                          |
| Diretor Regional das Obras Públicas e Equipamento                                                      | Vítor Manuel Lemos Macedo da Silva                       | 1 de junho de 1977 – 1 de dezembro de 1980               |
| Diretor Regional da Habitação, Urbanismo e Ambiente                                                    | Luís António Guisado de Gouveia Durão                    | 1 de junho de 1977 – 1 de outubro de 1979                |
| Diretor Regional da Habitação, Urbanismo e Ambiente                                                    | Carlos Manuel da Cruz Ferreira Crespo                    | 1 de outubro de 1979 – 1 de outubro de 1981              |

Referências
1. ↑  «Assembleia Legislativa da Região Autónoma dos Açores - 8 de setembro de 1976 - Tomada de Posse do 1º Governo Regional dos Açores». www.alra.pt. Consultado em 15 de novembro de 2020
2. ↑  «Assembleia Legislativa da Região Autónoma dos Açores - Datas da Autonomia». www.alra.pt. Consultado em 15 de novembro de 2020
3. ↑  «Assembleia Legislativa da Região Autónoma dos Açores - 27 de junho de 1976 - Primeiras eleições para a Assembleia Regional dos Açores». www.alra.pt. Consultado em 15 de novembro de 2020
4. ↑  Decreto do Ministro da República de 1 de Setembro de 1976; exonerado por Decreto do Ministro da República de 20 de Outubro de 1980
5. ↑  Decreto do Ministro da República de 8 de Setembro de 1976; exonerado por Decreto do Ministro da República de 2 de Novembro de 1977
6. 1 2 3 4 5  Decreto do Ministro da República de 8 de Setembro de 1976
7. 1 2 3  Decreto do Ministro da República de 8 de Setembro de 1976; exonerado por Decreto do Ministro da República de 2 de Janeiro de 1979
8. ↑  Decreto do Ministro da República de 2 de Janeiro de 1979; exonerado com efeitos a 17 de Setembro pelo Decreto Regional n.º 22/79/A, de 2 de Outubro
9. ↑  Nomeada com efeitos a 17 de Setembro pelo Decreto Regional n.º 24/79/A, de 2 de Outubro
10. 1 2  Decreto do Ministro da República de 2 de Janeiro de 1979
11. ↑  Decreto do Ministro da República de 8 de Setembro de 1976; exonerado por Decreto do Ministro da República de 1 de Outubro de 1977
12. ↑  Decreto do Ministro da República de 1 de Outubro de 1977
13. ↑  Decreto do Ministro da República de 2 de Janeiro de 1979; exonerado com efeitos a 17 de Setembro pelo Decreto Regional n.º 21/79/A, de 2 de Outubro
14. ↑  Nomeado com efeitos a 17 de Setembro pelo Decreto Regional n.º 23/79/A, de 2 de Outubro
15. ↑  «Despacho n.º SN/1977 de 1Despacho n.º SN/1977 de 16 de novembro de 1977». Jornal Oficial do Governo Regional dos Açores. 16 de novembro de 1977. Consultado em 20 de março de 2024
16. ↑  «Despacho n.º SN/1977 de 3 de agosto de 1977». Jornal Oficial do Governo Regional dos Açores. 3 de agosto de 1977. Consultado em 20 de março de 2024
17. ↑  «Despacho n.º SN/1979 de 22 de novembro de 1979». Jornal Oficial do Governo Regional dos Açores. 22 de novembro de 1979. Consultado em 20 de março de 2024
18. ↑  «Despacho n.º SN/1977 de 3 de agosto de 1977». Jornal Oficial do Governo Regional dos Açores. 3 de agosto de 1977. Consultado em 20 de março de 2024
19. ↑  «Despacho n.º SN/1977 de 16 de março de 1977». Jornal Oficial do Governo Regional dos Açores. 16 de março de 1977. Consultado em 20 de março de 2024
20. ↑  «Despacho n.º SN/1979 de 21 de fevereiro de 1979». Jornal Oficial do Governo Regional dos Açores. 21 de fevereiro de 1979. Consultado em 20 de março de 2024
21. ↑  «Despacho n.º SN/1979 de 28 de dezembro de 1979». Jornal Oficial do Governo Regional dos Açores. 28 de dezembro de 1979. Consultado em 20 de março de 2024
22. ↑  «Despacho n.º SN/1978 de 10 de fevereiro de 1978». Jornal Oficial do Governo Regional dos Açores. 10 de fevereiro de 1978. Consultado em 20 de março de 2024
23. ↑  «Despacho n.º SN/1980 de 16 de outubro de 1980». Jornal Oficial do Governo Regional dos Açores. 16 de outubro de 1980. Consultado em 20 de março de 2024
24. ↑  «Despacho n.º SN/1977 de 20 de maio de 1977». Jornal Oficial do Governo Regional dos Açores. 20 de maio de 1977. Consultado em 20 de março de 2024
25. ↑  «Despacho n.º SN/1977 de 20 de maio de 1977». Jornal Oficial do Governo Regional dos Açores. 20 de maio de 1977. Consultado em 20 de março de 2024
26. ↑  «Despacho n.º SN/1977 de 20 de maio de 1977». Jornal Oficial do Governo Regional dos Açores. 20 de maio de 1977. Consultado em 20 de março de 2024
27. ↑  «Despacho n.º SN/1980 de 17 de julho de 1980». Jornal Oficial do Governo Regional dos Açores. 17 de julho de 1980. Consultado em 20 de março de 2024
28. ↑  «Despacho n.º SN/1978 de 10 de março de 1978». Jornal Oficial do Governo Regional dos Açores. 10 de março de 1978. Consultado em 20 de março de 2024
29. ↑  «Despacho n.º SN/1981 de 2 de julho de 1981». Jornal Oficial do Governo Regional dos Açores. 2 de julho de 1981. Consultado em 29 de março de 2024
30. ↑  «Despacho n.º SN/1977 de 28 de setembro de 1977». Jornal Oficial do Governo Regional dos Açores. 28 de setembro de 1977. Consultado em 20 de março de 2024
31. ↑  «Despacho n.º SN/1979 de 12 de julho de 1979». Jornal Oficial do Governo Regional dos Açores. 12 de julho de 1979. Consultado em 20 de março de 2024
32. ↑  «Decreto Regulamentar Regional n.º 6/1978 de 23 de março de 1978». Jornal Oficial do Governo Regional dos Açores. 23 de março de 1978. Consultado em 19 de março de 2024
33. ↑  «Decreto Regulamentar Regional n.º 17/1978/A de 21 de setembro de 1978». Jornal Oficial do Governo Regional dos Açores. 21 de setembro de 1978. Consultado em 19 de março de 2024
34. ↑  «Despacho n.º SN/1979 de 31 de maio de 1979». Jornal Oficial do Governo Regional dos Açores. 31 de maio de 1979. Consultado em 21 de março de 2024
35. ↑  «Despacho n.º SN/1977 de 24 de junho de 1977». Jornal Oficial do Governo Regional dos Açores. 24 de junho de 1977. Consultado em 20 de março de 2024
36. ↑  «Despacho n.º SN/1977 de 29 de junho de 1977». Jornal Oficial do Governo Regional dos Açores. 29 de junho de 1977. Consultado em 20 de março de 2024
37. ↑  «Despacho n.º SN/1977 de 29 de junho de 1977». Jornal Oficial do Governo Regional dos Açores. 29 de junho de 1977. Consultado em 20 de março de 2024
38. ↑  «Despacho n.º SN/1979 de 15 de novembro de 1979». Jornal Oficial do Governo Regional dos Açores. 15 de novembro de 1979. Consultado em 20 de março de 2024
39. ↑  «Despacho n.º SN/1981 de 1 de outubro de 1981». Jornal Oficial do Governo Regional dos Açores. 1 de outubro de 1981. Consultado em 29 de março de 2024